# Everything Everywhere All at Once
Everything Everywhere All at Once (engl. für „Alles überall gleichzeitig“) ist eine Science-Fiction-Komödie von Daniel Kwan und Daniel Scheinert. Die Premiere des Films fand im März 2022 beim South-by-Southwest-Filmfestival statt. In den deutschen Kinos wurde er ab dem 28. April 2022 gezeigt. Der Film erhielt sieben Oscars, darunter die Preise in vier Big-Five-Kategorien (Bester Film, Beste Regie, Beste Hauptdarstellerin, Bestes Originaldrehbuch).

## Handlung
Die in China geborenen und aufgewachsenen Eheleute Evelyn und Waymond Wang betreiben in den Vereinigten Staaten einen heruntergekommenen Waschsalon und leben in der kleinen Wohnung darüber. Das Leben der Immigranten verläuft ein wenig chaotisch. Unzufriedene Kunden sind noch ihr kleinstes Problem. Nachdem Evelyn bei ihrer Steuererklärung ein Fehler unterlaufen ist, wird der Waschsalon von der Bundessteuerbehörde der Vereinigten Staaten, dem Internal Revenue Service, geprüft. Gleichzeitig konfrontiert Waymond seine Frau ständig mit den Scheidungspapieren, und dann ist da noch Evelyns Vater, der gerade aus China in die USA gekommen ist und dessen Ansprüchen sie genügen will. Da das chinesische Neujahrsfest ansteht, ist Evelyn zudem bemüht, das Essen für mehrere Dutzend Gäste zuzubereiten. Joy, die lesbische Tochter des Ehepaars, will die Gelegenheit nutzen und ihre Freundin Becky dazu einladen, um sie der Familie vorzustellen.
Während eines Besuches in der Steuerbehörde übernimmt eine Entität namens „Alpha Waymond“ plötzlich die Kontrolle über Evelyns Ehemann und erzählt ihr von den vielen Paralleluniversen, die existieren würden. In einem dieser Universen sei Evelyn eine Anführerin gewesen, die die „Verse-Sprung“-Technologie entwickelt habe, die es den Menschen ermöglicht, auf die Fähigkeiten, Erinnerungen und den Körper ihrer Gegenstücke in einem Paralleluniversum zuzugreifen. Weil das Multiversum nun von Jobu Tupaki bedroht wird, die nach Belieben von einem Universum ins andere springen und auch Materie manipulieren kann, und Alpha Waymond glaubt, nur Evelyn könne sie aufhalten, fordert er sie auf, ihr ungenutztes Potenzial zu nutzen, weil sie dies von allen ihren Versionen bislang am wenigsten getan hat. In Einblendungen wird gezeigt, dass Alpha-Waymond im Alpha-Universum mit einer Gruppe Gleichgesinnter sitzt, die ebenfalls versuchen, Jobu Tupaki aufzuhalten.
Evelyn gelingt es, ihre Kräfte immer besser zu beherrschen, allerdings bleibt sie zeitweise in den alternativen Universen hängen, da diese ihr besser gefallen. Schließlich erfährt sie von Waymond, dass Jobu Tupaki von Alpha-Evelyn in den Wahnsinn getrieben wurde und deshalb in allen Universen zugleich ist. Auch stellt sich heraus, dass Jobu Tupaki in Wahrheit Evelyns Tochter Joy ist. Mit diesem Wissen versucht Evelyn, ihrer Tochter entgegenzutreten, und erkennt, dass sie nur bestehen kann, wenn sie dieselben Fähigkeiten erlangt. Dies führt dazu, dass sie zunächst unkontrolliert durch die Universen reist und erst nach einiger Zeit die Kontrolle erlangt. Zugleich wird sie von einer Gruppe von Universumreisenden gejagt, die von ihrem Vater aus dem Alphaverse angeführt werden.
In einer finalen Konfrontation zeigt Jobu Tupaki Evelyn einen Bagel, der alles verschlingt und für beide das Ende bedeuten würde. Allerdings kann Evelyn ihrer Tochter widerstehen und beginnt, die Universen nach ihrem Willen zu bereisen. So begegnet sie im Kungfu-Universum ihrem Mann, der sie auffordert, das Beste zu geben. Auch in ihrer eigenen Welt fordert er, der sich noch einige Stunden zuvor von ihr trennen wollte, sie nun auf, freundlich zu sein. Evelyn setzt diese Erkenntnis in eine neue Kraft um und es gelingt ihr, die Menschen in ihrer Umgebung zu verwandeln und ihnen das zu geben, was sie sich am meisten wünschen. Zum Schluss kann sie auch ihre Tochter retten und teilt ihr mit, dass sie immer und überall für sie da sein werde.

## Produktion

### Regie und Drehbuch
Regie führten Daniel Kwan und Daniel Scheinert, die auch das Drehbuch schrieben. Es handelt sich um ihren zweiten gemeinsamen Film nach Swiss Army Man aus dem Jahr 2016. Scheinert führte zwischenzeitlich bei The Death of Dick Long Regie, Kwan bei einer Folge der Fernsehserie Legion. Everything Everywhere All at Once wird von den Machern als ein „interdimensionaler Actionfilm“ beschrieben.

### Besetzung und Synchronisation
| Darsteller        | Synchronsprecher    | Rolle               |
| ----------------- | ------------------- | ------------------- |
| Michelle Yeoh     | Christin Marquitan  | Evelyn Wang         |
| Brian Le          | Uwe Jellinek        | Alpha Jumper        |
| Stephanie Hsu     | Sophie Lechtenbrink | Joy Wang / Tupaki   |
| Biff Wiff         | Uwe Jellinek        | Rick                |
| Ke Huy Quan       | Kim Hasper          | Waymond Wang        |
| Peter Banifaz     | Alex Friedland      | Alpha RV Officer    |
| Audrey Wasilewski | Andrea Cleven       | Alpha RV Officer    |
| Tallie Medel      | Jennifer Bischof    | Becky Sregor        |
| Harry Shum Jr.    | David Kunze         | Chad                |
| Jamie Lee Curtis  | Silke Matthias      | Deirdre Beaubeirdre |
| Jenny Slate       | Dana Friedrich      | Dog Mom             |
| James Hong        | Freimut Götsch      | Gong Gong           |

In der Hauptrolle ist Michelle Yeoh zu sehen. Sie spielt die in mehreren Universen existierende Evelyn Wang. In weiteren Rollen sind Ke Huy Quan als Evelyns Ehemann Waymond, James Hong als ihr Vater, Stephanie Hsu als ihre Tochter Joy und deren Entität Jobu Tupaki, Jenny Slate als eine ihrer Kundinnen und Harry Shum Jr. als Chad zu sehen. Jamie Lee Curtis spielt die Steuerfahnderin Deirdre Beaubeirdre.
Die deutsche Synchronisation entstand nach einem Dialogbuch von Detlef Gieß und der Dialogregie von Reinhold Kospach im Auftrag der Lylo Media Group, Berlin.

### Dreharbeiten und Filmschnitt
Die Dreharbeiten fanden unter anderem in der Stadt Simi Valley ungefähr 60 km nordwestlich des Zentrums der Stadt Los Angeles statt. Das im Film gezeigte Gebäude der Bundessteuerbehörde ist eigentlich ein dort befindliches Bürogebäude. Wie bei Swiss Army Man arbeiteten Kwan und Scheinert für den Film mit Kameramann Larkin Seiple zusammen, der ebenfalls Absolvent des Emerson College ist, und wie bei Scheinerts The Death of Dick Long und einigen Musikvideos des Regisseurduos mit Paul Rogers als Filmeditor. Für Szenen, in denen sich Evelyn Wang im Filmstar-Universum befindet, verwendete dieser teilweise Archivmaterial von Michelle Yeoh während ihrer früheren Auftritte auf dem Roten Teppich.

### Filmmusik, Marketing und Veröffentlichung
Die Filmmusik komponierte das in Los Angeles ansässige Multiinstrumentalisten-Trio Son Lux. Das erste Stück des Albums mit dem Titel This is a Life. wurde am 8. März 2022 im Rahmen der Today on The Zane Lowe Show erstmals vorgestellt und am gleichen Tag veröffentlicht. This Is a Life hat sich für eine Nominierung in der Kategorie Bester Song im Rahmen der Oscarverleihung 2023 qualifiziert. Das komplette Soundtrack-Album mit insgesamt 49 Musikstücken wurde am 8. April 2022 von A24 Music als Download veröffentlicht.
Der erste Trailer wurde Mitte Dezember 2021 veröffentlicht. Der Film eröffnete am 11. März 2022 das South by Southwest Film Festival und kam am 25. März 2022 in die US-Kinos. Der Kinostart in Deutschland erfolgte am 28. April 2022. Anfang Juli 2022 wurde der Film beim Internationalen Filmfestival Karlovy Vary im Rahmen der Midnight Screenings gezeigt. Am 29. Juli 2022 startete der Film in den USA landesweit in den Kinos. Am 28. Dezember 2023 wurde der Film in das Programm von Prime Video aufgenommen.

## Rezeption

### Filmgenres, Themen und Altersfreigabe
Everything Everywhere All at Once vereint Elemente aus verschiedenen Filmgenres. Vornehmlich ist die Geschichte im Science-Fiction-, Fantasy- und Actiongenre angesiedelt, setzt insbesondere auf Martial-Arts-Action und spricht die Filmkomödie an. Aufgrund der Prämisse und der unendlichen Möglichkeiten des Multiversums, in dem der Film spielt, wird Everything Everywhere All at Once oft auch als reine Science-Fiction beschrieben. Trotz all seiner Fantasy-Insignien beschäftigt sich der Film aber auch mit alltäglichen Themen und Problemen aus der Lebenswirklichkeit von Müttern und Töchtern, Ehemännern und Ehefrauen wie dem Erwachsenwerden und einem Coming-out, mit Träumen und Enttäuschungen, dem Anderssein und Zugehörigkeit, mit Konflikten zwischen den Generationen bis hin zu Problemen mit der Steuererklärung und der Informationsüberflutung. Trotz dieser grundsätzlich ernsteren Themen wird der Film in der medialen Öffentlichkeit vereinfacht oft als Science-Fiction-Komödie beschrieben.
In Deutschland wurde der Film von der FSK ab 16 Jahren freigegeben. In der Freigabebegründung heißt es, der rasant inszenierte Film enthalte zahlreiche Kampfszenen mit teils drastischen Gewaltdarstellungen. Jugendliche ab 16 Jahren seien allerdings in der Lage, den Film als vollkommen realitätsferne Science-Fiction-Geschichte zu erkennen und die gewaltsamen Szenen entsprechend einzuordnen.

### Kritiken
Der Film konnte 94 Prozent der bei Rotten Tomatoes aufgeführten Kritiker überzeugen und erhielt eine durchschnittliche Bewertung von 8,6 von 10 möglichen Punkten, womit er aus den 23. Annual Golden Tomato Awards als Drittplatzierter der besten Filme des Jahres 2022 hervorging. Auf Metacritic erhielt der Film einen Metascore von 81 von 100 möglichen Punkten.
David Ehrlich von IndieWire schreibt, es sei Michelle Yeohs monumentale Leistung, die das Multiversum zusammenhalte. Evelyn bewege sich fließend zwischen den Welten, was es Yeoh ermögliche, in Rollen zu glänzen, die ihre besten sind, zuerst nacheinander und später in allen gleichzeitig. Ihre Leistung als ultimative Everywoman sei einzigartig, weil sie ihre vielen Talente in diesem Film gut zusammenbringen könne. Das gesamte zweite Kapitel des Films entfalte sich wie eine exponentiell komplexere Version der Erinnerungsjagd aus Being John Malkovich, so Ehrlich, oft erinnere er aber auch an einige Filme aus dem Jahr 1999, so Magnolia und Fight Club. Mit diesem so großen Multiversum hätten Daniel Kwan und Daniel Scheinert etwas wirklich Besonderes geschaffen, nämlich einen Film, der die unbegrenzten Möglichkeiten seines Mediums feiert, und einen Film, der die Kleinheit unseres Lebens mit der Unendlichkeit dessen Potenzials versöhnt. In Everything Everywhere All at Once gehe es darum, etwas zu finden, an dem man sich inmitten des Vergessens festhalten kann. Die Musik von Son Lux bringe ein gewisses Maß an Harmonie in das Chaos.
Michael Ranze vom Filmdienst schreibt in seiner Kritik, erschöpft lasse man die Ideenflut in diesem sorgsam geplanten Chaos an sich vorbeiziehen. Er bemerkt, dass jedes Universum seinen eigenen Look und seine eigene Atmosphäre hat, die Kampfszenen perfekt inszeniert seien und jede Einstellung, jeder Sound-Effekt und jeder visuelle Gag dort stehe, wo ihn die Regisseure haben wollen. Die Kakophonie an akustischen und visuellen Eindrücken, die vom Ideenreichtum der Macher zeuge, verleihe dem Film eine frenetische Hyperaktivität, und in seiner Kompliziertheit sei der Film nur schwer zu greifen: „Irritiert sucht man nach Orientierung und findet Halt in Einzelaspekten, zum Beispiel in Michelle Yeoh als Zentrum des Films, um das sich alles dreht.“ Im Kern gehe es in diesem Film um eine Mutter, die das Scheitern des amerikanischen Traums beklagt und gleichzeitig lernen muss, ihre Tochter loszulassen.
Die Redaktion des deutschen Online-Portals Filmdienst wählte das Werk auf Platz drei der besten Filme des Jahres 2022, hinter Licorice Pizza von Paul Thomas Anderson und Der schlimmste Mensch der Welt von Joachim Trier.

### Einspielergebnis
Die weltweiten Einnahmen aus Kinovorführungen belaufen sich auf 136,8 Millionen US-Dollar, hiervon entfallen 77,1 Millionen US-Dollar auf den nordamerikanischen Raum. Damit wurde er zum umsatzstärksten Film der Filmproduktionsgesellschaft und -verleih A24. In Deutschland verzeichnet der Film 298.362 Besucher.

### Auszeichnungen
Vom American Film Institute wurde Everything Everywhere All at Once in die Top Ten der Filme des Jahres 2022 aufgenommen. Im IndieWire Critics Poll des Jahres 2022 landete Everything Everywhere All at Once auf dem vierten Platz. Im Folgenden eine Auswahl von Nominierungen und Auszeichnungen.
AACTA International Awards 2023
- Nominierung als Bester Film

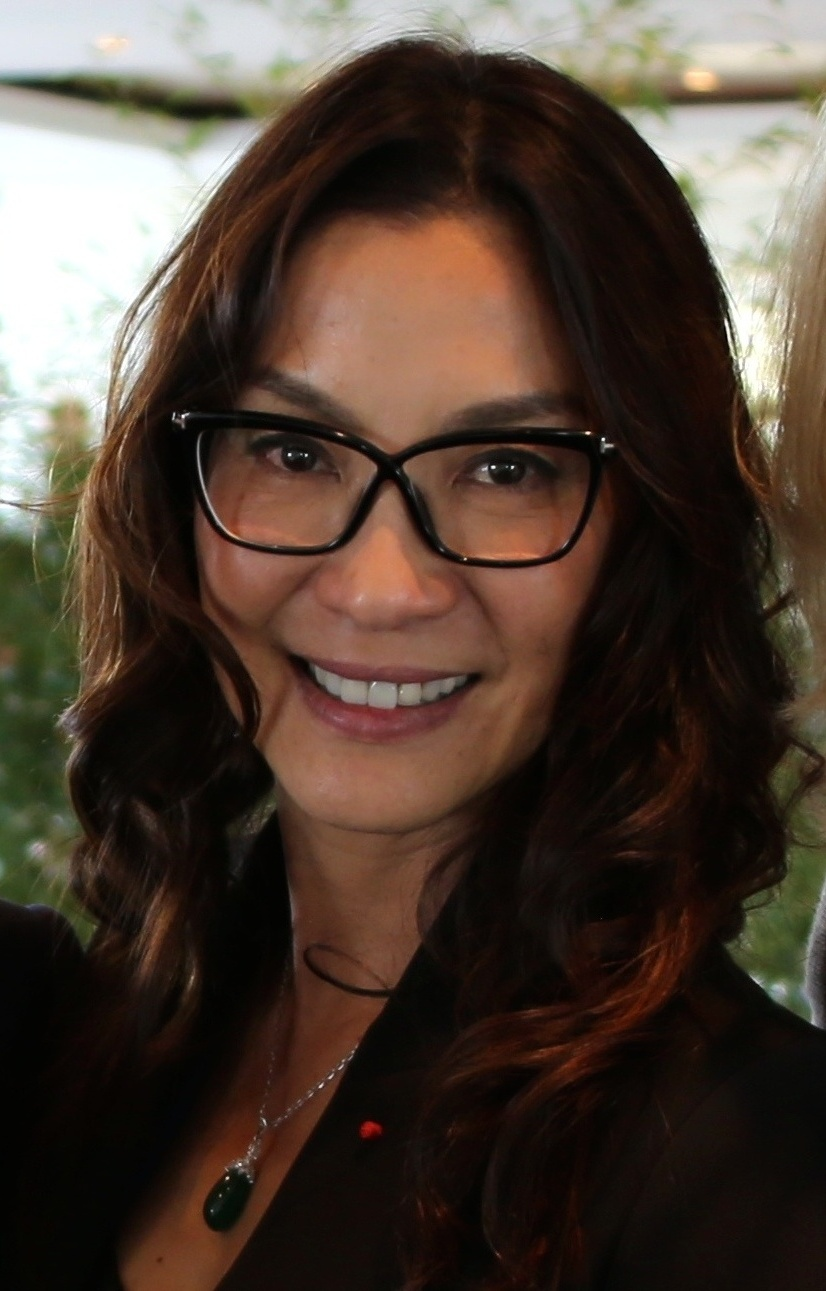
Michelle Yeoh spielt Evelyn Wang

- Nominierung für die Beste Regie (Daniel Kwan & Daniel Scheinert)
- Nominierung als Beste Hauptdarstellerin (Michelle Yeoh)
- Nominierung als Bester Nebendarsteller (Ke Huy Quan)
- Nominierung als Beste Nebendarstellerin (Stephanie Hsu)
- Nominierung als Beste Nebendarstellerin (Jamie Lee Curtis)[35]

African-American Film Critics Association Awards 2022
- Aufnahme in die Top 10 Films of 2022[36]

Amandaprisen 2022
- Auszeichnung als Bester ausländischer Film[37]

Art Directors Guild Awards 2023
- Auszeichnung für das Beste Szenenbild eines Fantasyfilms (Jason Kisvarday)[38]

Artios Awards 2023
- Auszeichnung mit dem „Zeitgeist Award“ (Sarah Halley Finn & Djinous Rowling)[39]

British Academy Film Awards 2023
- Auszeichnung für den Besten Schnitt (Paul Rogers)
- Nominierung als Bester Film (Daniel Kwan, Daniel Scheinert und Jonathan Wang)
- Nominierung für das Beste Originaldrehbuch (Daniel Kwan und Daniel Scheinert)
- Nominierung für die Beste Regie (Daniel Kwan und Daniel Scheinert)
- Nominierung als Beste Hauptdarstellerin (Michelle Yeoh)
- Nominierung als Bester Nebendarsteller (Ke Huy Quan)
- Nominierung als Beste Nebendarstellerin (Jamie Lee Curtis)
- Nominierung für die Beste Filmmusik (Son Lux)
- Nominierung für die Besten visuellen Effekte (Benjamin Brewer, Ethan Feldbau, Jonathan Kombrinck und Zak Stoltz)
- Nominierung für das Beste Casting[40]

British Independent Film Awards 2022
- Nominierung als Bester internationaler Independent-Film (Daniel Kwan, Daniel Scheinert, Jonathan Wang, Anthony und Joe Russo, Mike Larocca)[41]

Chicago Film Critics Association Awards 2022

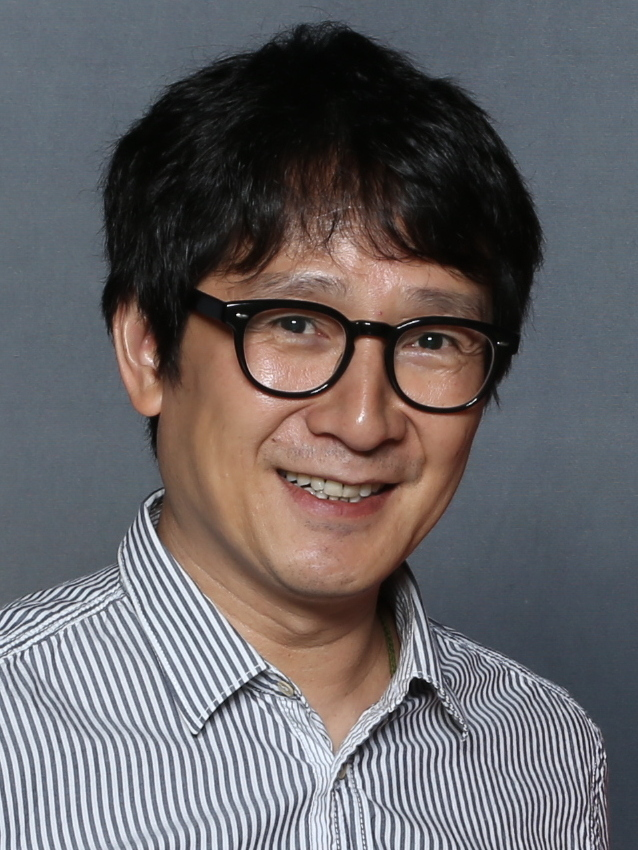
Ke Huy Quan spielt Waymond Wang

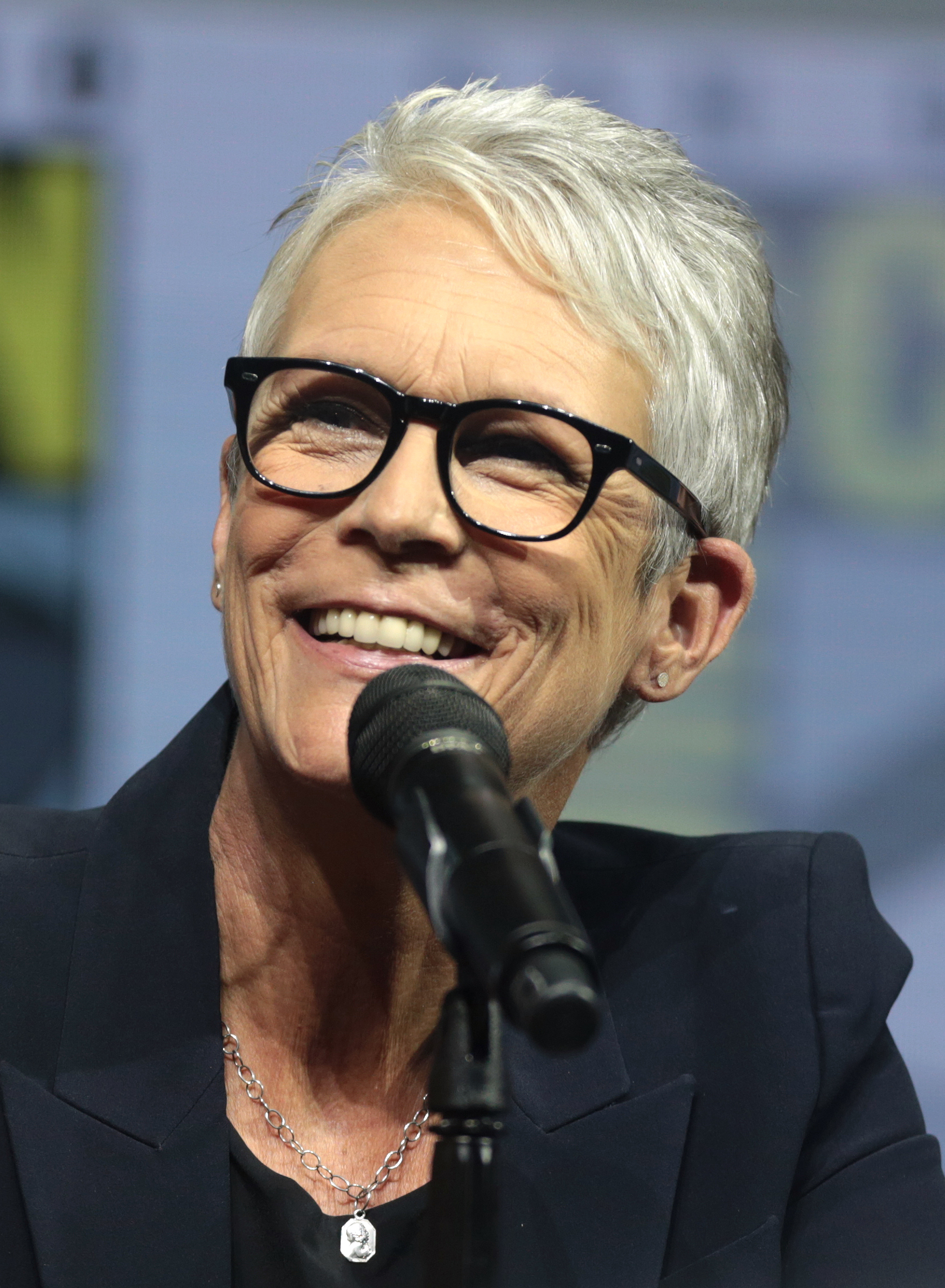
Jamie Lee Curtis spielt Deirdre Beaubeirdre

- Auszeichnung für die Beste Regie (The Daniels)
- Auszeichnung als Bester Nebendarsteller (Ke Huy Quan)
- Auszeichnung für das Beste Szenenbild
- Auszeichnung für die Besten Kostüme
- Auszeichnung für den Besten Filmschnitt
- Auszeichnung für die Besten visuellen Effekte
- Nominierung als Bester Film
- Nominierung für das Beste Originaldrehbuch (The Daniels)
- Nominierung als Beste Hauptdarstellerin (Michelle Yeoh)
- Nominierung als Beste Nebendarstellerin (Stephanie Hsu)
- Nominierung als Most Promising Performer (Stephanie Hsu)
- Nominierung für die Beste Kamera (Larkin Seiple)[42]

Critics’ Choice Movie Awards 2023
- Auszeichnung als Bester Film
- Auszeichnung für die Beste Regie (Daniel Kwan & Daniel Scheinert)
- Auszeichnung für das Beste Originaldrehbuch (Daniel Kwan & Daniel Scheinert)
- Auszeichnung als Bester Nebendarsteller (Ke Huy Quan)
- Auszeichnung für den Besten Schnitt (Paul Rodgers)
- Nominierung als Beste Komödie
- Nominierung als Beste Hauptdarstellerin (Michelle Yeoh)
- Nominierung als Beste Nebendarstellerin (Stephanie Hsu)
- Nominierung als Beste Nebendarstellerin (Jamie Lee Curtis)
- Nominierung als Bestes Schauspielensemble
- Nominierung für das Beste Szenenbild (Jason Kisvarday & Kelsi Ephraim)
- Nominierung für die Besten Kostüme (Shirley Kurata)
- Nominierung für die Besten Frisuren und das beste Make-up
- Nominierung für die Besten visuellen Effekte[43]

Critics’ Choice Super Awards 2023
- Auszeichnung als Bester Science-Fiction-/Fantasyfilm
- Auszeichnung als Bester Schauspieler in einem Science-Fiction-/Fantasyfilm (Ke Huy Quan)
- Auszeichnung als Beste Schauspielerin in einem Science-Fiction-/Fantasyfilm (Michelle Yeoh)
- Nominierung als Beste Schauspielerin in einem Science-Fiction-/Fantasyfilm (Stephanie Hsu)[44]

Directors Guild of America Awards 2023
- Auszeichnung für die Beste Regie – Spielfilm (Daniel Kwan und Daniel Scheinert,)[45]

Eddie Awards 2023
- Auszeichnung für den Besten Schnitt in einer Filmkomödie (Paul Rogers)[46]

Golden Globe Awards 2023
- Auszeichnung als Beste Hauptdarstellerin – Komödie oder Musical (Michelle Yeoh)
- Auszeichnung als Bester Nebendarsteller (Ke Huy Quan)[47]
- Nominierung als Bester Film – Komödie oder Musical
- Nominierung für das Beste Drehbuch (Daniel Kwan und Daniel Scheinert)
- Nominierung für die Beste Regie (Daniel Kwan und Daniel Scheinert)
- Nominierung als Beste Nebendarstellerin (Jamie Lee Curtis)

Gotham Awards 2022
- Auszeichnung als Bester Film
- Auszeichnung für die Beste Nebenrolle (Ke Huy Quan)
- Nominierung für die Beste Hauptrolle (Michelle Yeoh)

Independent Spirit Awards 2023
- Auszeichnung als Bester Film
- Auszeichnung für die Beste Regie (Daniel Kwan & Daniel Scheinert)
- Auszeichnung für das Beste Drehbuch (Daniel Kwan & Daniel Scheinert)
- Auszeichnung für die Beste Hauptrolle (Michelle Yeoh)
- Auszeichnung für die Beste Nebenrolle (Ke Huy Quan)
- Auszeichnung für die Beste Nachwuchsleistung (Stephanie Hsu)
- Auszeichnung für den Besten Schnitt (Paul Rogers)[48]
- Nominierung für die Beste Nebenrolle (Jamie Lee Curtis)

London Critics’ Circle Film Awards 2023
- Nominierung als Bester Film
- Nominierung für die Beste Regie (Daniel Kwan & Daniel Scheinert)
- Nominierung für das Beste Drehbuch (Daniel Kwan & Daniel Scheinert)
- Nominierung als Beste Hauptdarstellerin (Michelle Yeoh)
- Nominierung als Bester Nebendarsteller (Ke Huy Quan)
- Nominierung für die Beste technische Leistung (Paul Rogers – Schnitt)[49]

Los Angeles Film Critics Association Awards 2022
- Auszeichnung als Bester Film
- Auszeichnung in der Kategorie Beste Nebenrolle (Ke Huy Quan)
- Runner-up in der Kategorie Bestes Szenenbild (Jason Kisvarday)[50]

Make-Up Artists and Hair Stylists Guild Awards 2023
- Auszeichnung für das Beste zeitgenössische Make-up (Michelle Chung, Erin Rosenmann & Dania A. Ridgway)
- Nominierung für die Besten zeitgenössischen Frisuren (Anissa E. Salazar, Meghan Heaney & Miki Caporusso)[51]

Motion Picture Sound Editors Awards 2023
- Nominierung in der Kategorie Outstanding Archievement in Sound Editing – Feature Dialogue / ADR
- Nominierung in der Kategorie Outstanding Archievement in Sound Editing – Feature Effects / Foley
- Nominierung in der Kategorie Outstanding Archievement in Music Editing – Feature Motion Picture[52]

National Board of Review Awards 2022
- Aufnahme in die Top-Ten-Filme
- Auszeichnung als Beste Hauptdarstellerin (Michelle Yeoh)[53]

National Society of Film Critics Awards 2023
- Gewinner in der Kategorie „Bester Nebendarsteller“ (Ke Huy Quan)
- Zweitplatzierte in der Kategorie „Beste Hauptdarstellerin“ (Michelle Yeoh)[54]

New York Film Critics Circle Awards 2022
- Auszeichnung als Bester Nebendarsteller (Ke Huy Quan)[55]

Online Film Critics Society Awards 2023
- Nominierung als Bester Film
- Nominierung für die Beste Regie (Daniel Kwan & Daniel Scheinert)
- Nominierung für das Beste Originaldrehbuch (Daniel Kwan & Daniel Scheinert)
- Nominierung als Beste Hauptdarstellerin (Michelle Yeoh)
- Nominierung als Bester Nebendarsteller (Ke Huy Quan)
- Nominierung als Beste Nebendarstellerin (Jamie Lee Curtis)
- Nominierung als Beste Nebendarstellerin (Stephanie Hsu)
- Nominierung für den Besten Schnitt (Paul Rogers)
- Nominierung für das Beste Szenenbild (Jason Kisvarday)
- Nominierung für das Beste Kostümdesign (Shirley Kurata)
- Nominierung für die Besten visuellen Effekte[56]

Oscarverleihung 2023
- Auszeichnung als Bester Film
- Auszeichnung für die Beste Regie (Daniel Kwan und Daniel Scheinert)
- Auszeichnung für das Beste Originaldrehbuch (Daniel Kwan und Daniel Scheinert)
- Auszeichnung als Beste Hauptdarstellerin (Michelle Yeoh)
- Auszeichnung als Bester Nebendarsteller (Ke Huy Quan)
- Auszeichnung als Beste Nebendarstellerin (Jamie Lee Curtis)
- Auszeichnung für den Besten Schnitt (Paul Rogers)
- Nominierung als Beste Nebendarstellerin (Stephanie Hsu)
- Nominierung für die Beste Filmmusik (Son Lux)
- Nominierung als Bester Filmsong („This Is A Life“)
- Nominierung für das Beste Kostümdesign (Shirley Kurata)[57]

Palm Springs International Film Festival 2023
- Auszeichnung mit dem International Star Award (Michelle Yeoh)[58]

Producers Guild of America Awards 2023
- Auszeichnung mit dem Darryl F. Zanuck Award[59]

Satellite Awards 2022
- Nominierung als Bester Spielfilm – Comedy or Musical
- Nominierung als Bester Hauptdarsteller – Comedy or Musical (Michelle Yeoh)
- Nominierung als Bester Nebendarsteller (Ke Huy Quan)
- Nominierung als Beste Nebendarstellerin (Jamie Lee Curtis)
- Nominierung für das Beste Originaldrehbuch (Daniel Kwan und Daniel Scheinert)
- Nominierung für den Besten Filmschnitt (Paul Rogers)[60]

Saturn-Award-Verleihung 2022
- Auszeichnung als Bester Fantasyfilm
- Auszeichnung als Beste Hauptdarstellerin (Michelle Yeoh)
- Auszeichnung als Bester Nebendarsteller (Ke Huy Quan)
- Auszeichnung mit dem Editing Award (Paul Rogers)[61]
- Nominierung für das Beste Drehbuch (Daniel Kwan und Daniel Scheinert)
- Nominierung als Beste Nebendarstellerin (Stephanie Hsu)
- Nominierung für den Besten Schnitt (Paul Rogers)
- Nominierung für die Beste Ausstattung (Jason Kisvarday)

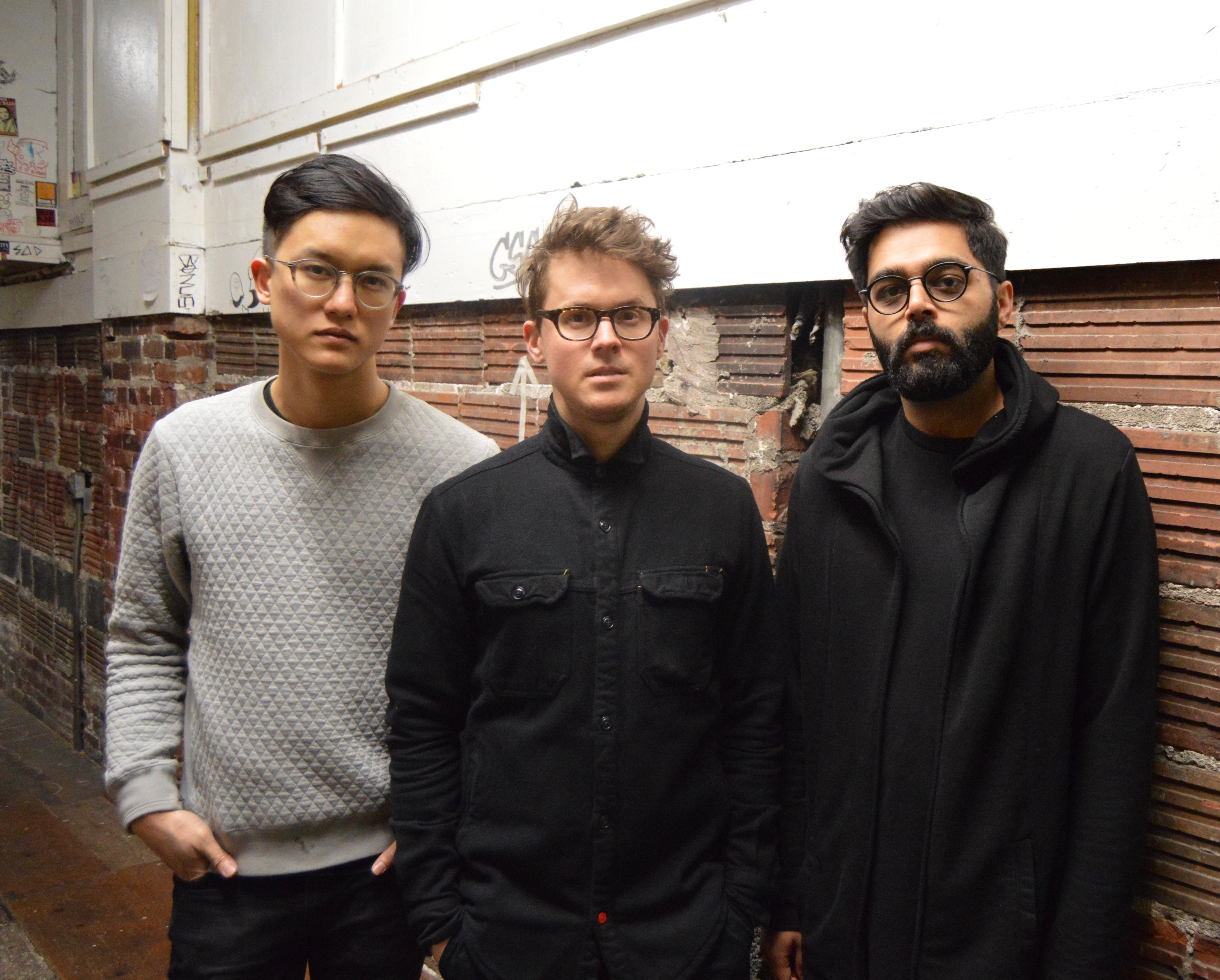
Die Filmmusik steuerte Son Lux bei

South by Southwest Film Festival 2022
- Auszeichnung mit dem Editing Award (Paul Rogers)[62]

Screen Actors Guild Awards 2023
- Auszeichnung als Beste Hauptdarstellerin (Michelle Yeoh)
- Auszeichnung als Bester Nebendarsteller (Ke Huy Quan)
- Auszeichnung als Beste Nebendarstellerin (Jamie Lee Curtis)
- Auszeichnung als Bestes Schauspielensemble
- Nominierung als Beste Nebendarstellerin (Stephanie Hsu)[63]

Toronto International Film Festival 2022
- Auszeichnung mit dem Share Her Journey Groundbreaker Award (Michelle Yeoh)[64]

World Soundtrack Awards 2022
- Nominierung als „Discovery of the Year“ (Son Lux)[65]

Writers Guild of America Awards 2023
- Auszeichnung für das Beste Originaldrehbuch (Daniel Kwan & Daniel Scheinert)[66]